# 百家姓
百家姓（ひゃっかせい、拼音: Bǎijiāxìng）は、伝統的な中国の教育課程において子供に漢字を教えるための学習書のひとつ。中国の代表的な漢姓を羅列してあるだけの内容だが、三字経・千字文と同様に韻文の形式で書かれている。

## 概要
「百家姓」と呼ばれているが、現在の通行本は単姓444・複姓60の合計504の姓（564字）を載せている。最後の「百家姓終」を含めて568字になる。4字を1句として偶数句末で韻を踏んでいる。

## 歴史
百家姓をいつ誰が作ったかはわかっていない。
南宋の陸游が詩「秋日郊居」の自注で「農家十月乃遣子入学、謂之冬学。所読雑字・百家姓之類、謂之村書。」と言っている。これが「百家姓」の語が文献に出る最古の例である。
おなじく南宋の王明清『玉照新志』では、百家姓の冒頭が「趙銭孫李」になっていることについて、宋の皇帝の姓である趙氏を最初に置き、次に呉越国の銭氏・銭弘俶の正妃の孫氏・南唐の李氏の順に並べたと考え、「百家姓」は宋初の杭州の人によるものと考えた。
現存最古の百家姓のテキストは『事林広記』に載せる元代のもので、パスパ文字で音を記している。テキストにより違いがあるが、至順本では単姓391（四字一句なのに奇数なのは「越」1字が抜けているため）、複姓20の合計411姓を記している。通行本とくらべると、単姓では「和穆蕭尹姚邵湛汪祁毛禹狄米貝明臧」の16字がなく、「温別荘晏柴瞿閻充」と「慕連茹習宦艾魚容」の順序が逆になっている、などの違いがあるものの、「蓋益桓公」までの内容は基本的に一致している。複姓は非常に少なく、韻も踏んでいない。
通行本では「蓋益桓公」までが単姓、それ以降は複姓を並べているものの、複姓の途中からまた単姓が混在するなど、末尾に行くほど配列が混乱している。あとから追加していったためにこのようになったものと思われる。

## 原文
ここでは複姓を太字で示す。
趙銭孫李、周呉鄭王。馮陳褚衛、蔣沈韓楊。朱秦尤許、何呂施張。孔曹厳華、金魏陶姜。
戚謝鄒喩、柏水竇章。雲蘇潘葛、奚范彭郎。魯韋昌馬、苗鳳花方。兪任袁柳、酆鮑史唐。
費廉岑薛、雷賀倪湯。滕殷羅畢、郝鄔安常。楽于時傅、皮卞斉康。伍余元卜、顧孟平黄。
和穆蕭尹、姚邵湛汪。祁毛禹狄、米貝明臧。計伏成戴、談宋茅龐。熊紀舒屈、項祝董梁。
杜阮藍閔、席季麻強。賈路婁危、江童顔郭。梅盛林刁、鍾徐丘駱。高夏蔡田、樊胡凌霍。
虞万支柯、昝管盧莫。経房裘繆、干解応宗。丁宣賁鄧、郁単杭洪。包諸左石、崔吉鈕龔。
程嵆邢滑、裴陸栄翁。荀羊於恵、甄麹家封。芮羿儲靳、汲邴糜松。井段富巫、烏焦巴弓。
牧隗山谷、車侯宓蓬。全郗班仰、秋仲伊宮。甯仇欒暴、甘鈄厲戎。祖武符劉、景詹束龍。
葉幸司韶、郜黎薊薄。印宿白懐、蒲邰従鄂。索咸籍頼、卓藺屠蒙。池喬陰鬱、胥能蒼双。
聞莘党翟、譚貢労逄。姫申扶堵、冉宰酈雍。郤璩桑桂、濮牛寿通。辺扈燕冀、郟浦尚農。
温別荘晏、柴瞿閻充。慕連茹習、宦艾魚容。向古易慎、戈廖庾終。曁居衡歩、都耿満弘。
匡国文寇、広禄闕東。欧殳沃利、蔚越夔隆。師鞏庫聶、晁勾敖融。冷訾辛闞、那簡饒空。
曽毋沙乜、養鞠須豊。巣関蒯相、査后荊紅。游竺権逯、蓋益桓公。万俟司馬、上官欧陽。
夏侯諸葛、聞人東方。赫連皇甫、尉遅公羊。澹台公冶、宗政濮陽。淳于単于、太叔申屠。
公孫仲孫、軒轅令狐。鍾離宇文、長孫慕容。鮮于閭丘、司徒司空。亓官司寇、仉督子車。
顓孫端木、巫馬公西。漆雕楽正、壌駟公良。拓跋夾谷、宰父穀梁。晋楚閆法、汝鄢涂欽。
段干百里、東郭南門。呼延帰海、羊舌微生。岳帥緱亢、況後有琴。梁丘左丘、東門西門。
商牟佘佴、伯賞南宮。墨哈譙笪、年愛陽佟。第五言福、百家姓終。
- 「第五言福」のあとが「竹曲麦過。百家姓続」となっているものがある。
- 「党」は「黨」と書かれていることもある。どちらも姓として存在する。
- 「庫」は「厙」とも。
- 「宗政」は「宗正」とも。

## 後世への影響
「百家姓」には主要な姓をおおむね収めてはいるものの、たとえば真徳秀の「真」など、抜けている姓もある。欠けている姓を補おうとする試みが行われた。明の呉沈は1968姓に増やした「千家姓」を著している。厳揚帆(1981)「新編千家姓」では3107の姓を並べている。もちろん漢姓の総数はこれよりもさらに多い。
中国の姓氏辞典の類は、姓を百家姓の順に並べて、その起源や歴史上の著名な人物などを記す、という形式になっているものが多くある。
魯迅は『故事新編』の「起死」で千字文と百家姓を呪文の文句として使っている。